# Перекопівський район
Перекопівський райо́н — колишній район Роменської і Лубенської округ.

## Історія
Утворений як Бобринський район 7 березня 1923 року з центром в селі Бобрик у складі Роменської округи Полтавської губернії з Бобринської, Перекопівської і Андріяшівської волостей.
13 березня 1925 районний центр перенесений з с. Бобрик у с. Перекопівку, Бобрицький район перейменований на Перекопівський.. Гудимівська сільрада перейшла до Глинського району.
13 червня 1930 Роменська округа ліквідована. Район приєднаний до Лубенської округи.
Ліквідований 15 вересня 1930 року, територія приєднана до Роменського району.